# Жумагулов, Сексеналы
Сексеналы Жумагулов — советский хозяйственный, государственный и политический деятель.

## Биография
Родился в 1911 году в селе Тар-Суу. Член КПСС.
С 1929 года — на хозяйственной, общественной и политической работе. В 1929—1946 гг. — колхозник села Тар-Суу, председатель колхоза в селе Чон-Кемин, директор Кичи-Кеминской МТС, инструктор, заместитель заведующего отделом ЦК КП Киргизской ССР, секретарь по кадрам, второй секретарь (1948—1949) Тянь-Шаньского обкома КП Киргизской ССР, секретарь Иссык-Кульского обкома КП Киргизской ССР, председатель Иссык-Кульского облисполкома, первый секретарь Иссык-Кульского райкома КП Киргизской ССР, заведующий отделом ЦК Киргизии.
Избирался депутатом Верховного Совета Киргизской ССР 4-го и 5-го созывов.
Умер после 1994 года.